# Мадхав, Рам
Рам Мадхав (англ. Ram Madhav) — индийский политик, писатель и журналист. Генеральный секретарь правящей партии Индии — Бхаратия джаната парти. Бывший член Национального комитета индуистской ультраправой организации Раштрия сваямсевак сангх. Является автором рядя книг, последняя из которых — «Нелёгкие соседи: Индия и Китай после 50 лет войны» (Uneasy Neighbours: India and China after Fifty Years of the War) — посвящена анализу истории индийско-китайских отношений.

## Биография
Мадхав родился 22 августа 1964 года в городе Амалапур в округе Восточный Годавари, штат Андхра-Прадеш. Получил степень бакалавра по электронной инженерии и магистерскую степень по политологии в Майсурском университете в штате Карнатака.

## Политическая карьера
В подростковом возрасте вступил в ряды Раштрия сваямсевак сангх. В 1981 году полностью посвятил себя волонтёрской деятельности в РСС. Впоследствии занимал ряд ключевых должностей в рядах этой организации.
Одно время был редактором англоязычного ежемесячного журнала Bharathiya Pragna и помощником редактора Jagriti — еженедельника на языке телугу. Также был директором ряда образовательных учреждений и различных цензорских организаций в области кинематографа. Отдал журналистской работе более 20 лет (сотрудничая в основном с финансируемыми РСС изданиями) и выступил автором более 12 книг. Является директором India Foundation.
В 2003—2014 годах занимал должность пресс-секретаря РСС в Индии. С 2014 года — генеральный секретарь Бхаратия джаната парти.